# Maurice de Vlaminck
Maurice de Vlaminck (París, 4 d'abril del 1876 – 11 d'octubre del 1958) fou un pintor francès que, junt amb André Derain i Henri Matisse, representa una de les figures cabdals del fauvisme, un grup d'art modern que, des del 1904 fins al 1908, es caracteritzà principalment per l'ús de colors intensos.

## Vida i obra
Maurice de Vlaminck, va néixer a París, fill de músics famosos. Durant la joventut, estudià violí, tot i que volgué ser ciclista professional. Començà a anar a classes de dibuix l'any 1893, i pintà a l'Illa de Chatou amb Henri Rigal. L'any següent, es casà amb Suzanne Berly, i impartí classes de violí i participà en curses ciclistes professionalment per guanyar diners. La seva carrera com a ciclista finalitzà a causa de les febres tifoidees que contragué l'any 1896. Tot seguit entrà a l'exèrcit, on serví com a músic al seu regiment.
El 18 de juny del 1900, durant un permís militar, conegué André Derain, amb qui llogà un estudi a l'Illa de Chatou i començà a pintar. Entre 1902 i 1903, Vlaminck escrigué diverses novel·letes pornogràfiques, que el seu amic il·lustrava i amb les quals es podien anar mantenint.
Els anys propvinents, Vlaminck visqué a Chatou o rodalia, pintant i exposant amb Derain, Matisse i altres artistes fauvistes. Alhora, la seva pintura exuberant i l'ús vibrant del color testimonià la influència decisiva de Vincent van Gogh i, de manera més general, un cert apropament als impressionistes, alguns dels quals pintaren en la mateixa zona les dècades del 1870 i 1880. Els motius que més li agradaven del paisatge de la zona, els tractà repetidament durant la seva obra.
En el període 1904-1905, la producció de Vlaminck va esdevenir extraordinàriament abundant. Tot i que es manté al marge de la llum mediterrània, l'artista aconsegueix el mateix esclat de color davant dels paisatges de la vall del Sena, de Chatou, Rueil, Bougival i els seus voltants.
A partir del 1908, la seva paleta esdevingué més monocromàtica, sota la influència predominant de Cézanne. El 1911, Vlaminck viatjà a Londres i pintà el Tàmesi, i el 1913 tornà a pintar amb Derain, aquest cop a Marsella i Martigues. Durant la Primera Guerra Mundial, s'hostatjà a París i començà a escriure poesia. Finalment, s'allotjà als afores del nord-oest de la capital gal·la. Es casà amb la seva segona muller, Berthe Combes, amb qui tingué dues filles. Del 1925 en endavant, viatjà arreu de França, tot i que prosseguí pintant majoritàriament el Sena prop de París. La seva obra final mostra uns colors foscs, puntillats amb pinzellades gruixudes de blanc contrastant.
Com a experimentat narrador d'històries, Vlaminck escrigué força autobiografies.
Vlaminck morí de vell a Rueil-la-Gadelière, l'onze d'octubre del 1958.